# Mareike Adams
Mareike Adams, née le 27 février 1990, est une rameuse allemande.

## Palmarès

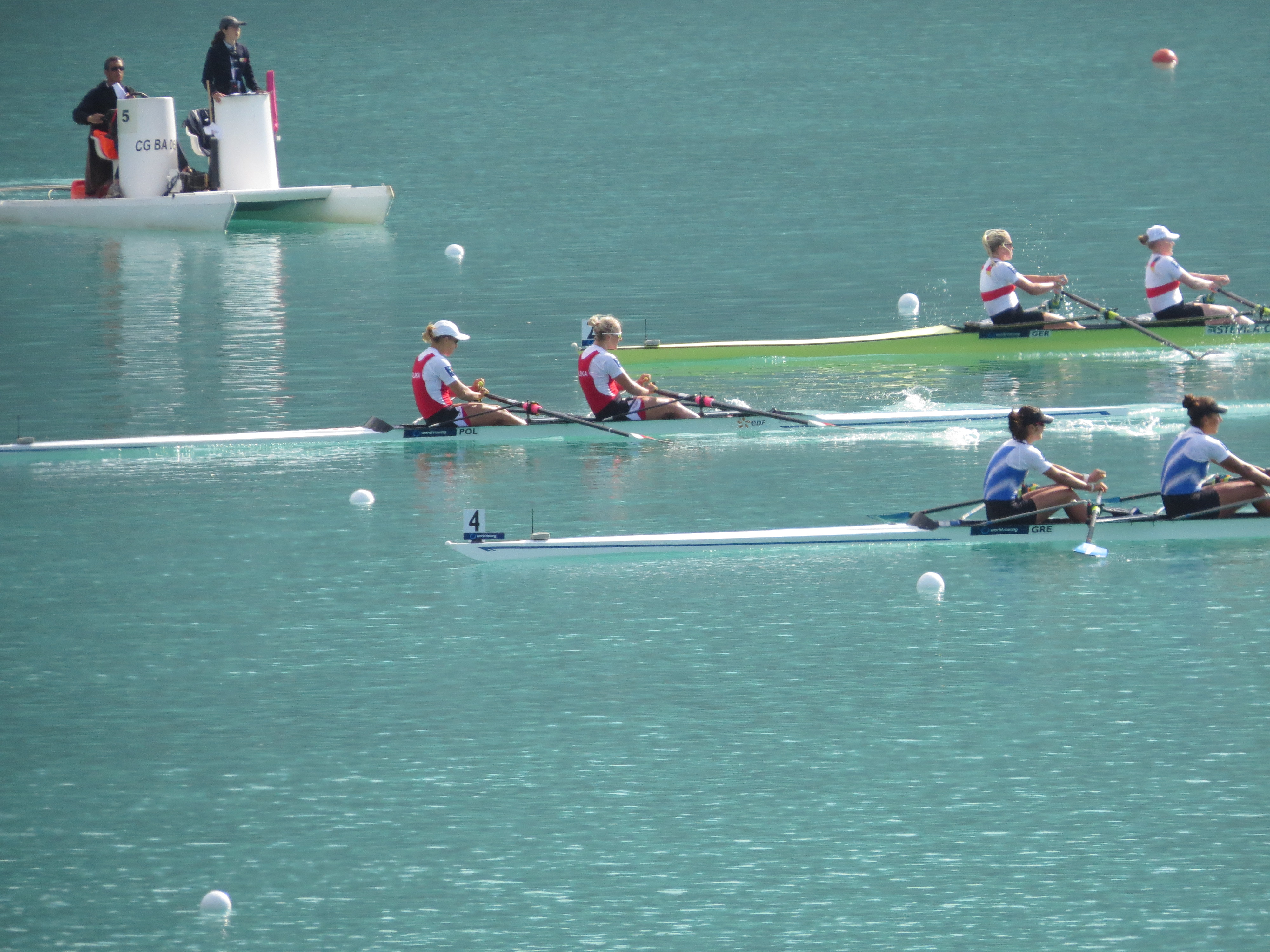
Julia Lier et Mareike Adams lors de la demi-finale des championnats du monde 2015.

### Championnats du monde
| Discipline     | Chungju 2013 Corée du Sud | Amsterdam 2014 Pays-Bas | Aiguebelette 2015 France |
| -------------- | ------------------------- | ----------------------- | ------------------------ |
| Deux de couple |                           |                         | Bronze                   |

### Championnats d'Europe
| Discipline       | Séville 2013 Espagne | Belgrade 2014 Serbie | Poznań 2015 Pologne |
| ---------------- | -------------------- | -------------------- | ------------------- |
| Quatre de couple |                      | Argent               |                     |